# Jeux sud-asiatiques de 1995
Les Jeux sud-asiatiques 1995 se sont déroulés à Madras, en Inde, en 1995. 
Il s'agit de la 7e édition. 

## Tableau récapitulatif
- Cérémonie d'ouverture : 1995
- Cérémonie de clôture : 1995
- Nations participantes : 7
- Ville hôte : Madras
- Pays hôte : Inde
- Sports : 13

## Sportsinscrits au programmesud-asiatique
- Athlétisme, voir résultats détaillés
- Basket-ball, voir résultats détaillés
- Boxe, voir résultats détaillés
- Football, voir résultats détaillés
- Haltérophilie, voir résultats détaillés
- Hockey sur gazon, voir résultats détailés
- Kabaddi, voir résultats détaillés
- Lutte, voir résultats détaillés
- Natation, voir résultats détaillés
- Tennis, voir résultats détaillés
- Tennis de table, voir résultats détaillés
- Tir, voir résultats détaillés
- Volleyball, voir résultats détaillés

Le nombre d'épreuves est indiqué entre parenthèses 

## Pays participants
- Inde  (pays hôte)
- Pakistan
- Bangladesh
- Sri Lanka
- Bhoutan
- Maldives
- Népal